# Piotr Michalik
Piotr Michalik (ur. 20 maja 1957 w Katowicach) – polski zapaśnik w stylu klasycznym, mistrz świata (1982), czterokrotny mistrz Polski.
Był zawodnikiem klubu Siła Mysłowice. Jego największym sukcesem w karierze było mistrzostwo świata w 1982 w kategorii 57 kg. W plebiscycie „Przeglądu Sportowego” w tym roku na najlepszego sportowca Polski zajął 9 miejsce.
Rok wcześniej na mistrzostwach Europy w kategorii 57 kg zajął trzecie miejsce. Ponadto w mistrzostwach świata zajmował jeszcze 5 (1979) i 7 (1983) miejsce. Czterokrotnie sięgał po mistrzostwo Polski (1977, 1979, 1980, 1982).
Jest młodszym bratem Jana Michalika.

## Filmografia
- 2017: Pierwsza miłość jako Zbir